# GPS week number rollover

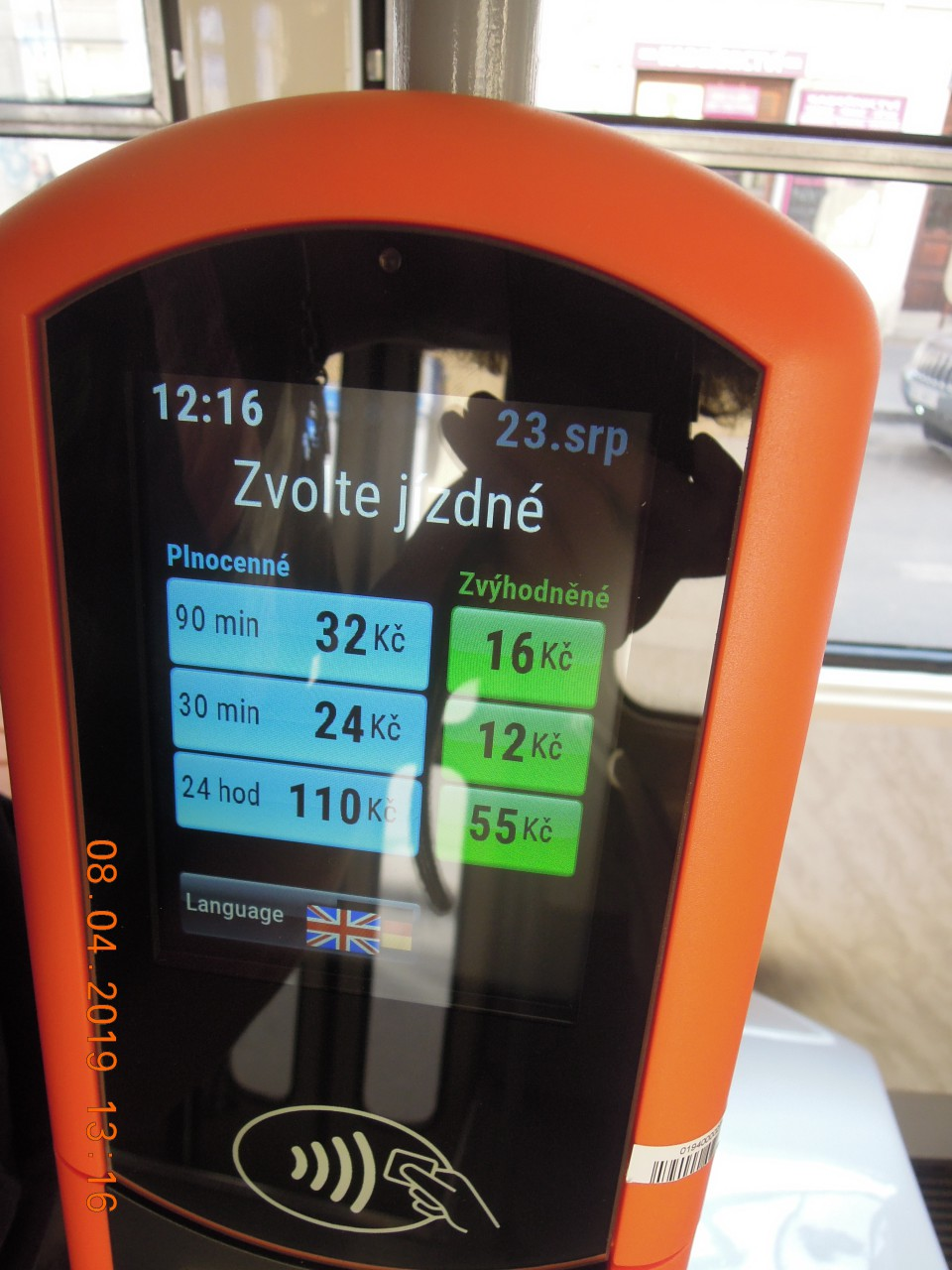
Terminal de paiement du tram de Prague après le 2e débordement : la photo date du 8 avril 2019 mais affiche 23.srp (23 août 1999- en tchèque), soit 1024 semaines plus tôt en 1999.

Le GPS week number rollover (WNRO ou WRO), litt. « débordement du nombre de semaines GPS », aussi appelé end-of-week rollover (EOW),, est un phénomène affectant le Global Positioning System (GPS) qui se produit toutes les 1 024 semaines, soit environ 19,6 ans. En effet la date diffusée par le GPS contient le nombre de semaines depuis le 6 janvier 1980, qui n'est stocké que sur dix chiffres binaires et dont la plage est donc de 0 à 1 023. Après 1 023, un débordement d'entier provoque une remise à zéro de la valeur interne. Les logiciels qui ne sont pas codés pour anticiper le retour à zéro peuvent cesser de fonctionner ou reculer de 20 ou 40 ans. Le GPS n'est pas seulement utilisé pour le positionnement, mais aussi pour l'heure précise. Le temps est utilisé pour synchroniser avec précision les opérations de paiement, les diffuseurs et les opérateurs mobiles.

## Débordement de1999
Le premier débordement a eu lieu à minuit (UTC) du 21 au 22 août 1999.
Le Navigation Center (NavCen) du U.S. Coast Guard a émis un avis avant le débordement indiquant que certains appareils ne toléreraient pas le basculement. En raison de l'utilisation relativement limitée du GPS lors du débordement de 1999, les perturbations ont été mineures.

## Débordement de2019
Le deuxième débordement s'est produit dans la nuit du 6 au 7 avril 2019, lorsque la semaine 2 047, représentée par 1 023 dans le compteur, a été incrémentée et remise à 0. Le département de la Sécurité intérieure des États-Unis, l'Organisation de l'aviation civile internationale et d'autres ont émis un avertissement concernant cet événement,.

### Effets
Parmi les produits connus pour avoir été affectés par le débordement de 2019, on trouve le logiciel de gestion de vol et de navigation d'Honeywell qui a provoqué le retard d'un vol KLM et l'annulation de nombreux vols en Chine parce que les techniciens n'ont pas réussi à appliquer un correctif au logiciel.
De plus, le réseau sans fil de la ville de New York (NYCWiN) s'est effondré (il s'agit du réseau Wi-Fi privé des services municipaux de la ville de New York, qui n'est pas destiné à un usage public ; le service Wi-Fi public gratuit est connu sous le nom de LinkNYC et n'est apparemment pas concerné).
On recense également des téléphones portables vendus en 2013 ou avant, les ballons météorologiques du Bureau of Meteorology en Australie, les bouées météorologiques et les stations C-MAN (en) de la NOAA aux États-Unis, de nombreux instruments scientifiques, de géophysique, et certains appareils de navigation GPS grand public. Avant de revenir à l'heure normale à partir de l'heure d'été le matin du 3 novembre 2019, Apple a averti les propriétaires d'iPhone et d'iPad, qui ont été vendus avant 2012, que ces produits Apple pourraient perdre l'accès à Internet. Les voitures Honda et Acura fabriquées entre 2004 et 2012 contenant des systèmes de navigation GPS affichaient incorrectement l'année 2022 comme 2002,.

## Débordement de2038
Le troisième débordement aura lieu entre le 20 et le 21 novembre 2038 lorsque la semaine 3 071, représentée par 1 023 dans le compteur, sera incrémentée et remise à 0.

## Débordement de2137
Les débordements ci-dessus sont dus à un numéro de semaine de dix bits ; le protocole CNAV plus récent, successeur du protocole NAV original, utilise des numéros de semaine de treize bits, ce qui équivaut à un cycle de 8 192 semaines, soit environ 157 ans ; par conséquent, en utilisant la même epoch de 1980, le premier débordement n'aura pas lieu avant 2137.